# 기교소녀는 상처받지 않아
《기교소녀는 상처받지 않아》(機巧少女は傷つかない)는 일본의 작가 카이토 레이지가 쓰고 루로오가 삽화를 담당한 라이트 노벨이다. MF문고 J(미디어 팩토리)에서 발매되며 대한민국에서는 NT노벨(대원씨아이)로 발매된다. Machine-Doll Project라는 미디어 믹스 전개도 이뤄지고 있다.